# Megastylus panamensis
Megastylus panamensis là một loài tò vò trong họ Ichneumonidae.